# Tim Rieder
Tim Rieder (Dachau, 3 settembre 1993) è un calciatore tedesco, difensore del PAS Giannina.

## Caratteristiche tecniche
È un difensore centrale.

## Carriera
Cresciuto nelle giovanili dell'Augusta, ha esordito il 15 ottobre 2016 in un match pareggiato 1-1 contro lo Schalke 04.

## Statistiche

### Presenze e reti nei club
Statistiche aggiornate al 7 luglio 2017.
| Stagione        | Squadra         | Campionato      | Campionato | Campionato | Coppe nazionali | Coppe nazionali | Coppe nazionali | Coppe continentali | Coppe continentali | Coppe continentali | Altre coppe | Altre coppe | Altre coppe | Totale | Totale | Totale |
| Stagione        | Squadra         | Comp            | Pres       | Reti       | Comp            | Pres            | Reti            | Comp               | Pres               | Reti               | Comp        | Pres        | Reti        | Pres   | Reti   |        |
| --------------- | --------------- | --------------- | ---------- | ---------- | --------------- | --------------- | --------------- | ------------------ | ------------------ | ------------------ | ----------- | ----------- | ----------- | ------ | ------ | ------ |
| 2016-2017       | Augusta         | BL              | 5          | 0          | CG              | 0               | 0               |                    | -                  | -                  |             | -           | -           | 5      | 0      |        |
| Totale carriera | Totale carriera | Totale carriera | 5          | 0          |                 | 0               | 0               |                    | -                  | -                  |             | -           | -           | 5      | 0      |        |